# Ignatz Leo Nascher

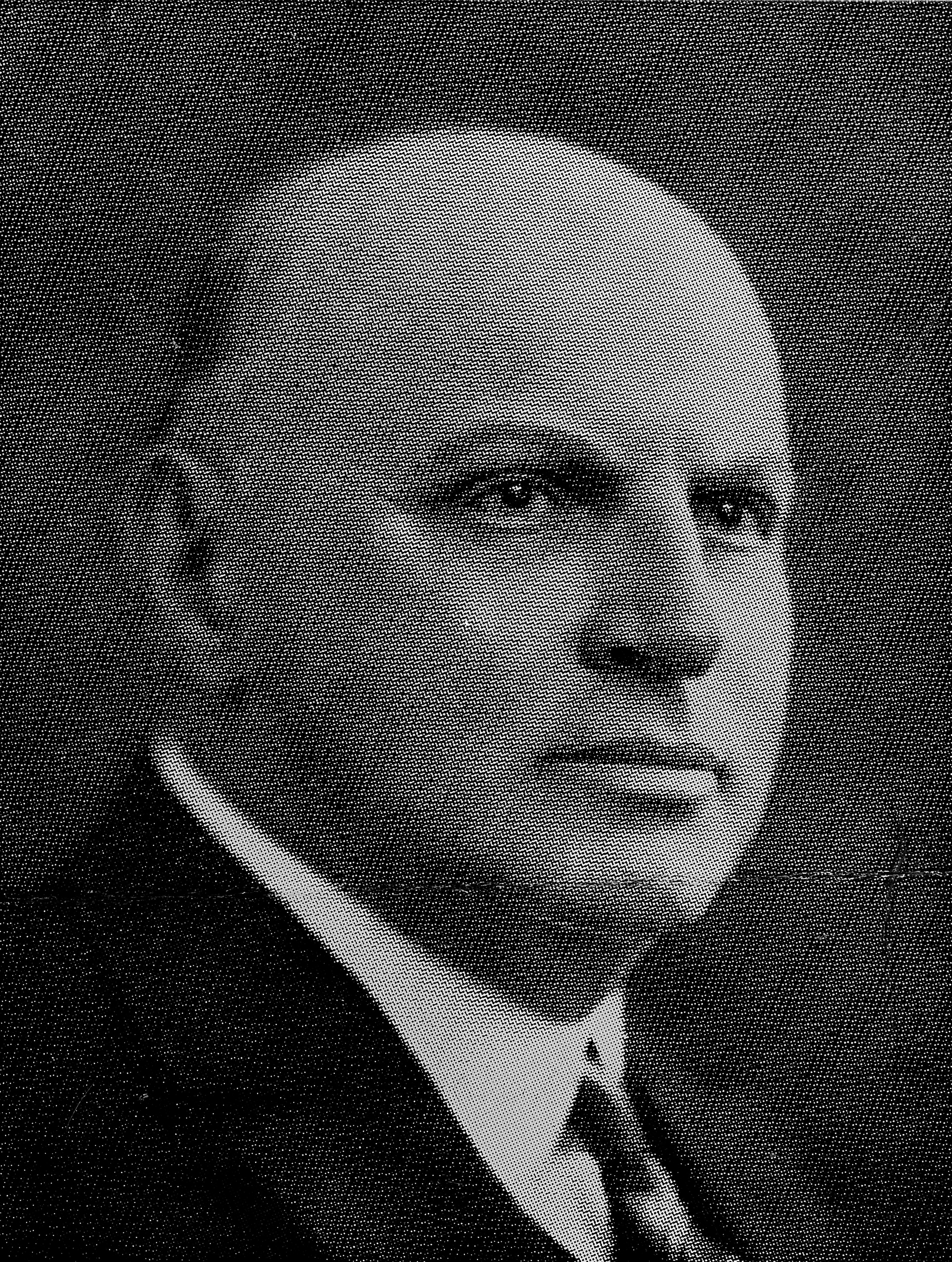
ignatz leo nascher

Ignatz Leo Nascher (11 de outubro de 1863 - 25 de dezembro de 1944) foi um médico e gerontologista austríaco-americano. Ele foi o respondável por cunhar o termo "geriatria"  em 1909. Nascido em Viena, Nascher imigrou para os Estados Unidos ainda jovem. Suas ideias sobre geriatria, publicadas no New York Medical Journal, ajudaram a lançar as bases para o estudo moderno do envelhecimento e dos cuidados com os idosos.